# Маринка (Лодзинське воєводство)
Маринка (пол. Marynka) — село в Польщі, у гміні Острувек Велюнського повіту Лодзинського воєводства.
У 1975-1998 роках село належало до Серадзького воєводства.